# Phong trào lao động
Phong trào lao động bao gồm hai cánh chính, phong trào công đoàn hoặc liên minh lao động; và phong trào lao động chính trị.
- Phong trào công đoàn bao gồm một tổ chức tập thể gồm những người công nhân được phát triển để đại diện và vận động cho các điều kiện làm việc và đối xử tốt hơn từ chủ lao động của họ và, bằng cách thực hiện luật lao động và việc làm, từ chính phủ của họ. Đơn vị tiêu chuẩn của tổ chức là công đoàn.
- Phong trào lao động chính trị ở nhiều quốc gia bao gồm một đảng chính trị đại diện cho lợi ích của người lao động, thường được gọi là " đảng lao động " hoặc " đảng công nhân ". Nhiều cá nhân và các nhóm chính trị khác được coi là đại diện cho các giai cấp thống trị có thể là một phần và hoạt động trong phong trào lao động.

Phong trào lao động phát triển để đáp ứng với sự suy thoái của chủ nghĩa tư bản công nghiệp cùng thời với chủ nghĩa xã hội. Tuy nhiên, trong khi mục tiêu của phong trào lao động là bảo vệ và củng cố lợi ích của lao động trong chủ nghĩa tư bản, thì mục tiêu của chủ nghĩa xã hội là thay thế hoàn toàn hệ thống tư bản chủ nghĩa.

## Lịch sử
Ở châu Âu, phong trào lao động bắt đầu trong cuộc cách mạng công nghiệp, khi việc làm nông nghiệp giảm xuống và việc làm chuyển sang các khu vực công nghiệp nhiều hơn. Ý tưởng đã gặp phải sự kháng cự tuyệt vời. Vào đầu thế kỷ 19, các nhóm như Tolpuddle Martyrs của Dorset đã bị trừng phạt và thành lập các công đoàn, điều này trái với quy luật của thời đại đó.
Công đoàn đã hoạt động từ đầu đến giữa thế kỷ 19 và các đảng lao động và công đoàn khác nhau đã được thành lập trên khắp các khu vực công nghiệp hóa trên thế giới. Hiệp hội Công nhân Hiệp hội Công nhân Quốc tế, nỗ lực đầu tiên trong điều phối quốc tế, được thành lập tại London vào năm 1864. Các vấn đề chính bao gồm quyền của người lao động tự tổ chức và quyền có một ngày làm việc 8 giờ. Năm 1871 công nhân ở Pháp nổi loạn và Công xã Paris được thành lập. Từ giữa thế kỷ XIX trở đi, phong trào lao động ngày càng toàn cầu hóa.
Phong trào đã đạt được sự thúc đẩy lớn trong cuối thế kỷ 19 và đầu thế kỷ 20 từ truyền thống Giảng dạy xã hội Công giáo bắt đầu vào năm 1891 với việc xuất bản tài liệu nền tảng của Giáo hoàng Leo XIII, Rerum novarum, còn được gọi là "Về điều kiện của các tầng lớp lao động, "Trong đó ông chủ trương một loạt cải cách bao gồm các giới hạn về thời gian làm việc, tiền lương, xóa bỏ lao động trẻ em, quyền tổ chức lao động và nghĩa vụ của nhà nước trong việc điều chỉnh các điều kiện lao động.
Trên khắp thế giới, các hoạt động của những người lao động đã dẫn đến cải cách và quyền của người lao động, chẳng hạn như nghỉ cuối tuần hai ngày, lương tối thiểu, ngày nghỉ được trả lương, và thành tích của ngày làm việc tám giờ đối với nhiều người lao động. Đã có nhiều nhà hoạt động lao động quan trọng trong lịch sử hiện đại, những người đã gây ra những thay đổi mang tính cách mạng vào thời điểm đó và hiện được coi là cơ bản. Ví dụ, Mary Harris Jones, còn được gọi là "Mẹ Jones", và Hội đồng Phúc lợi Công giáo Quốc gia rất quan trọng trong chiến dịch chấm dứt lao động trẻ em ở Hoa Kỳ vào đầu thế kỷ 20.

## Các Đảng Lao động
Các đảng lao động hiện đại bắt nguồn từ sự gia tăng các hoạt động tổ chức ở châu Âu và các thuộc địa châu Âu trong thế kỷ 19, chẳng hạn như phong trào Chartist ở Vương quốc Anh trong thời gian 1838 – 50.
Năm 1891, các đảng lao động địa phương được thành lập, bởi các thành viên công đoàn ở các thuộc địa của Anh tại Úc. Sau đó, họ đã hợp nhất để thành lập Đảng Lao động Úc (ALP). Năm 1893, các thành viên của Nghị viện ở Thuộc địa Queensland đã thành lập một thời gian ngắn chính phủ lao động đầu tiên trên thế giới.
Đảng Lao động Anh được thành lập với tư cách là Ủy ban Đại diện Lao động, là kết quả của nghị quyết năm 1899 của Đại hội Công đoàn.
Trong khi các đảng lao động nguyên mẫu được tạo ra từ các đại diện công đoàn trực tiếp, ngoài các thành viên của các nhánh địa lý, một số liên đoàn hoặc các công đoàn riêng lẻ đã chọn không được đại diện trong một đảng lao động và/hoặc đã kết thúc liên kết với họ.

## Lễ hội lao động
Lễ hội lao động từ lâu đã là một phần của phong trào lao động. Thường được tổ chức ngoài trời vào mùa hè, âm nhạc, các cuộc nói chuyện, thức ăn, đồ uống và phim đã thu hút hàng trăm ngàn người tham dự mỗi năm.

## Lao động và bình đẳng chủng tộc
Một mức độ hợp tác hai chủng tộc chiến lược đã tồn tại giữa các công nhân bến tàu đen và trắng trên bờ sông New Orleans, Louisiana trong đầu thế kỷ 20. Mặc dù các nhóm duy trì các liên minh lao động riêng biệt về chủng tộc, họ đã phối hợp các nỗ lực để thể hiện một mặt trận thống nhất khi đưa ra yêu cầu của chủ lao động. Những cam kết này bao gồm một cam kết đối với hệ thống "50-50" hoặc "nửa rưỡi" trong đó một thuyền viên sẽ bao gồm 50% công nhân da đen và 50% công nhân da trắng và thỏa thuận về một đòi hỏi mức lương duy nhất để giảm rủi ro cho các chủ tàu đọ sức với một chủng tộc khác. Các công nhân bến tàu đen và trắng cũng hợp tác trong các cuộc đình công kéo dài, bao gồm các cuộc đình công chung vào năm 1892 và 1907 cũng như các cuộc đình công nhỏ hơn liên quan đến các công nhân lành nghề như thợ vặn vít vào đầu những năm 1900.

## Phát triển các phong trào lao động trong các quốc gia
Trong lịch sử thị trường lao động thường bị hạn chế bởi biên giới quốc gia đã hạn chế di chuyển của người lao động. Luật lao động cũng chủ yếu được xác định bởi các quốc gia hoặc quốc gia riêng lẻ trong các quốc gia đó. Mặc dù đã có một số nỗ lực để áp dụng một bộ tiêu chuẩn lao động quốc tế thông qua Tổ chức Lao động Quốc tế (ILO), các biện pháp trừng phạt quốc tế vì không đáp ứng các tiêu chuẩn đó là rất hạn chế. Ở nhiều nước, các phong trào lao động đã phát triển độc lập và đại diện cho các biên giới quốc gia đó.

## Phát triển phong trào lao động quốc tế
Với mức độ thương mại quốc tế ngày càng tăng và ảnh hưởng ngày càng tăng của các tập đoàn đa quốc gia, đã có những cuộc tranh luận và hành động giữa những người lao động để cố gắng hợp tác quốc tế. Điều này đã dẫn đến những nỗ lực đổi mới để tổ chức và thương lượng tập thể quốc tế. Một số tổ chức công đoàn quốc tế đã được thành lập trong nỗ lực tạo điều kiện cho thương lượng tập thể quốc tế, chia sẻ thông tin và nguồn lực và để thúc đẩy lợi ích của người lao động nói chung.